# Opuntia cubensis
Opuntia cubensis är en kaktusväxtart som först beskrevs av Nathaniel Lord Britton och Rose (pro sp.  Opuntia cubensis ingår i släktet fikonkaktusar, och familjen kaktusväxter. Inga underarter finns listade i Catalogue of Life.